# Zakir Husain
Zakir Husain Khan (8. februar 1897 – 3. maj 1969) var en indisk økonom og politiker, der var Indiens præsident fra 1967 til 1969. Han var den første indiske præsident, der døde i embedet.